# レーゲンスブルク・レギオネーレ
レーゲンスブルク・レギオネーレ(独名:Regensburg Legionaere、Buchbinder Legionaere Regensburgとも。1987年―)は、ドイツの野球トップリーグ、野球ブンデスリーガ南地区に所属するプロ野球チーム。本拠地はバイエルン州レーゲンスブルクのアーミン・ウルフ・アレーナ。

## 概要
1987年、地元のレンタカー会社であるBuchbinder Autovermietungをメインスポンサーとして発足。2007年から4年連続でブンデスリーガのファイナルに進出し、2008年と2010年には国内チャンピオンにも輝いた。
1部リーグ南地区に所属する一軍を筆頭に、2部リーグ所属のサテライトやソフトボールチームなど、合計で11チームを傘下に保有。所属選手の総数は100人を超え、北地区所属のマインツ・アスレチックスと並ぶ、国内屈指の大型クラブとして知られる。近年はクラブの財政安定化のため、サポーター向けにクラブ株式を公開している。

## 本拠地
アーミン・ウルフ・アレーナを使用。ドイツ国内はもちろん、ヨーロッパ全土でも屈指の設備を誇るスタジアムとして知られ、2009年にはIBAFワールドカップの1次グループ会場(ドイツ、アメリカ、ベネズエラ、中国が参加)としても使用された。

## 所属選手一覧
| 投手 - 10 ジャスティン・キューン (Justin Kuehn) - 20 マイク・ボルセンブローク (Mike Bolsenbroek) - 29 スベン・シュラー (Sven Schüller) - 30 ミヒャエル・ヴェール (Michael Wöhrl) - 39 ウォルフギャング・レイッター (Wolfgang Reitter) - 45 サミー・デ・ロス・サントス (Sammy De Los Santos) - 53 ジェームズ・ラーセン (James Larsen) - 77 ヨナタン・アイゼンフート (Jonathan Eisenhuth) | 投手 - 10 ジャスティン・キューン (Justin Kuehn) - 20 マイク・ボルセンブローク (Mike Bolsenbroek) - 29 スベン・シュラー (Sven Schüller) - 30 ミヒャエル・ヴェール (Michael Wöhrl) - 39 ウォルフギャング・レイッター (Wolfgang Reitter) - 45 サミー・デ・ロス・サントス (Sammy De Los Santos) - 53 ジェームズ・ラーセン (James Larsen) - 77 ヨナタン・アイゼンフート (Jonathan Eisenhuth) | 捕手 - 5 クリストファー・ハワード (Christopher Howard) - 25 エリアス・フォンガースン (Elias von Garßen) 内野手 - 1 ルーカス・ヤーン (Lukas Jahn) - 4 マット・ヴァンス (Matt Vance) - 21 クリストファー・ジズルマイヤー (Christoph Zirzlmeier) - 28 ルドウィグ・グラサー (Ludwig Glaser) - 31 リチャード・クレイン (Richard Klijn) - 40 マルセル・ジメネス (Marcel Jimenez) - 50 ジャニス・ムシーク (Janis Muschik) 外野手 - 2 フィリップ・ハワード (Philipp Howard) (内野手兼任) - 11 エヴァン・ルブラン (Evan LeBlanc) - 12 エリック・ハームズ (Eric Harms) (内野手兼任) - 19 ヨハネス・ヤング (Johannes Jung) - 32 エンツォ・ムシーク (Enzo Muschik) - 35 パトリック・ヒレブラント (Patrick Hillebrand) - 66 ルカ・パチク (Luca Patschke) | 捕手 - 5 クリストファー・ハワード (Christopher Howard) - 25 エリアス・フォンガースン (Elias von Garßen) 内野手 - 1 ルーカス・ヤーン (Lukas Jahn) - 4 マット・ヴァンス (Matt Vance) - 21 クリストファー・ジズルマイヤー (Christoph Zirzlmeier) - 28 ルドウィグ・グラサー (Ludwig Glaser) - 31 リチャード・クレイン (Richard Klijn) - 40 マルセル・ジメネス (Marcel Jimenez) - 50 ジャニス・ムシーク (Janis Muschik) 外野手 - 2 フィリップ・ハワード (Philipp Howard) (内野手兼任) - 11 エヴァン・ルブラン (Evan LeBlanc) - 12 エリック・ハームズ (Eric Harms) (内野手兼任) - 19 ヨハネス・ヤング (Johannes Jung) - 32 エンツォ・ムシーク (Enzo Muschik) - 35 パトリック・ヒレブラント (Patrick Hillebrand) - 66 ルカ・パチク (Luca Patschke) |
| 2014年4月11日更新 [公式サイト(ドイツ語)より：ロースター] | | | |